# Obliczeniowa Miara Wiarygodności
Obliczeniowa Miara Wiarygodności (OMW) jest jednym ze sposobów obiektywnej oceny zniekształceń wywołanych przez kompresję cyfrowych obrazów wizyjnych. W OMW różne rodzaje błędów są opisywane przez zbiór współczynników skalarnych, tworząc miarę wektorową. Miara OMW wykorzystuje lokalne i globalne skalarne miary porównawcze, miary zniekształceń losowych. Obliczeniowa Miara Wiarygodności definiowana jest jako wektor sześciu współczynników błędu należących do trzech grup: punktowej wiarygodności, lokalnych błędów strukturalnych oraz błędów losowych.
Błędy Punktowej Wiarygodności (BPW) definiowane są współczynnikami, które globalnie i lokalnie charakteryzują błąd rekonstrukcji wartości punktów obrazu:
{\displaystyle W_{1}} – średni błąd rekonstrukcji punktu. Lokalnie charakteryzuje błąd rekonstrukcji punktów obrazu;
{\displaystyle W_{2}} – globalnie charakteryzuje błąd rekonstrukcji punktów obrazu. Jest istotny ze względu na zachowanie małych, istotnych struktur, które nie mogą ulec destrukcji w procesie stratnej kompresji.
Lokalne Błędy Strukturalne (LBS) definiowane są współczynnikami określające lokalne skorelowane błędy strukturalne:
{\displaystyle W_{3}} – błędy skorelowane w oknie 5×5, współczynnik charakteryzuje się lokalną korelacje w przestrzeni;
{\displaystyle W_{4}} – wiarygodność wysokokontrastowych krawędzi, współczynnik określający lokalne błędy strukturalne.
Błędy Losowe (BL) określają współczynniki mające charakter globalny. BL szacują energię obrazu różnicowego oryginału i postaci rekonstruowanej:
{\displaystyle W_{5}} – normalizowana energia błędu z ważeniem częstotliwościowym;
{\displaystyle W_{6}} – ma charakter globalny, szacuje energię obrazu różnicowego oryginału i postaci rekonstruowanej. Współczynnik może opisywać występowanie losowych szumów obrazu oryginalnego w procesie kodowania.

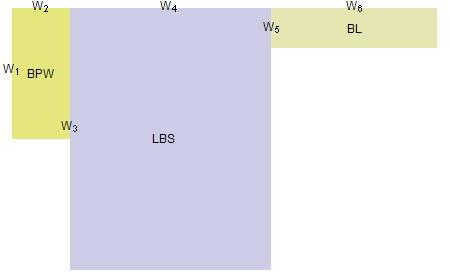

Coraz wyższa kompresja powoduje wzrost każdego z współczynników, co oznacza pogorszenie się jakości obrazu. Współczynniki OMW w zestawieniu obiektu poddanego kompresji z obrazem odniesienia zostaną wyzerowane.

## Literatura
- Artur Przelaskowski.: Falkowe metody kompresji danych obrazowych, Oficyna Wydawnicza Politechniki Warszawskiej, Warszawa 2002.
- Mikołaj Leszczuk.: Analiza możliwości budowy internetowych aplikacji dostępu do cyfrowych bibliotek wideo, rozprawa doktorska, Kraków 2005.
- Artur Przelaskowski.: Kompresja danych: podstawy, metody bezstratne, kodery obrazów, Wydawnictwo BTC, W-wa, 2005.